# Bandera de Acre
La bandera de Acre es uno de los símbolos oficiales del estado de Acre, Brasil. Fue aprobada por la Ley Estatal N.º 1170 del 22 de diciembre de 1995, adoptando el diseño de la bandera del Estado Independiente de Acre (Decreto N.º 2 del 15 de julio de 1899), modificada por la Resolución N.º 5 del 24 de enero de 1921, del Gobierno del Territorio Federal de Acre. La banda del gobernador utilizada por el jefe ejecutivo de Acre se compone de los colores de la bandera y también ostenta una estrella roja.

## Descripción
Su diseño consiste en un rectángulo de proporciones anchura-longitud igual a 7:10, consistente a su vez por dos triángulos formados por la división del paño en dos mitades por su diagonal ascendente desde el lado del mástil, siendo amarillo el superior y verde el inferior. En la esquina superior de la misma se encuentra una estrella roja.

## Simbolismo
Los principales colores de la bandera (verde y amarillo) son los mismos que la bandera del Brasil y son una representación de la integración al Brasil; por separado cada color tiene un significado específico:
- El color amarillo, que representa la paz;
- El color verde en la esperanza.

La estrella roja en la esquina superior izquierda, llamada la "Estrella Solitaria", representa la sangre de los valientes que lucharon por la anexión del estado de Acre al Brasil. La bandera fue adoptada oficialmente por el gobernador Epaminondas Jácome.

11:20  Bandera del Estado Independiente de Acre (1899-1900)
11:20  Bandera de la República de Acre (1902-1903)
Reverso de la bandera de Acre.
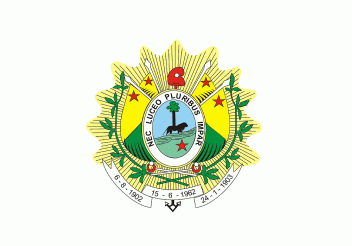
Bandera insignia del gobernador del estado de Acre.